# Ghiyath al-Din Mahmud
Ghiyath al-Din Mahmud (? - v. 1212) fou sultà gúrida de la família shansabànida del Ghur. Era fill de Ghiyath al-Din Muhammad (Shams al-Din Muhammad) i nebot de Muizz al-Din Muhammad al que va succeir. Quan Muizz al-Din fou assassinat el 1206 per un sicari ismaïlita a la vall de l'Indus, l'exèrcit gúrida, que estava format per tropes natives de Ghur (i altres llocs de l'Afganistan), i per ghulams turcs, es va dividir: els primers van donar suport com a successor a Baha al-Din Sam I de Bamian però aquest va morir en aquells dies i llavors van proposar als dos fills Djalal al-Din Ali i Ala al-Din Muhammad; els segons donaven suport a Ghiyath al-Din Mahmud; pel seu costat la secta karramiyya local donava suport a Diya al-Din Muhammad de Firuzkuh; les faccions es van enfrontar i Ghiyath al-Din Mahmud va triomfar. Durant aquestes dissensions el general turc esclau Tadj al-Din Yildiz es va apoderar de Gazni, i va rebutjar l'atac de Djalal al-Din Ali de Bamian que la volia reconquerir. Ghiyath al-Din Mahmud, sense el seu poder consolidat, es va abstenir de marxar de Firuzkuh contra Yildiz a Gazni i finalment el 1207 va demanar ajut al xa de Coràsmia, cosa que li va permetre consolidar el seu poder, quedant sota la influència de Coràsmia. A la seva mort, assassinat, vers el 1212 (segons les fonts la data varia entre el 1210 i el 1213) el va succeir el seu fill Baha al-Din Sam II.